# Championnats du monde de tennis de table 1975
Navigation
Édition précédente Édition suivante
Les championnats du monde de tennis de table 1975, trente-troisième édition des championnats du monde de tennis de table, ont lieu du 6 au 16 février 1975 à Calcutta, en Inde.
Le titre messieurs est remporté par le hongrois István Jónyer.

## Médaillés
| Épreuve              | Or                                                            | Argent                                                                                       | Bronze                                                                           |
| -------------------- | ------------------------------------------------------------- | -------------------------------------------------------------------------------------------- | -------------------------------------------------------------------------------- |
| Par équipe messieurs | Chine Li Peng Li Zhenshi Liang Geliang Lu Yuansheng Xu Shaofa | Yougoslavie Milivoj Karakašević Zoran Kosanović Miran Savnić Antun Stipančić Dragutin Šurbek | Suède Stellan Bengtsson Kjell Johansson Bo Persson Ulf Thorsell Ingemar Wikström |
| Par équipe dames     | Chine Ge Xinai Hu Yulan Zhang Li Zheng Huaiying               | Corée du Sud Chung Hyun-sook Kim Soon-ok Lee Ailesa Sung Nak-so                              | Japon Tomie Edano Yukie Ozeki Shoko Takahashi Sachiko Yokota                     |
| Simple messieurs     | István Jónyer                                                 | Antun Stipančić                                                                              | Mitsuru Kōno                                                                     |
| Simple messieurs     | István Jónyer                                                 | Antun Stipančić                                                                              | Norio Takashima                                                                  |
| Simple dames         | Pak Yung-sun                                                  | Zhang Li                                                                                     | Tatiana Ferdman                                                                  |
| Simple dames         | Pak Yung-sun                                                  | Zhang Li                                                                                     | Ge Xinai                                                                         |
| Double messieurs     | Gábor Gergely István Jónyer                                   | Antun Stipančić Dragutin Šurbek                                                              | Jean-Denis Constant Jacques Secrétin                                             |
| Double messieurs     | Gábor Gergely István Jónyer                                   | Antun Stipančić Dragutin Šurbek                                                              | Katsuyuki Abe Shigeo Itō                                                         |
| Double dames         | Maria Alexandru Shoko Takahashi                               | Zhu Xiangyun Lin Meiqun                                                                      | Elmira Antonyan Tatiana Ferdman                                                  |
| Double dames         | Maria Alexandru Shoko Takahashi                               | Zhu Xiangyun Lin Meiqun                                                                      | Yukie Ozeki Sachiko Yokota                                                       |
| Double mixte         | Stanislav Gomozkov Tatiana Ferdman                            | Sarkis Sarchayan Elmira Antonyan                                                             | Liang Geliang Zhang Li                                                           |
| Double mixte         | Stanislav Gomozkov Tatiana Ferdman                            | Sarkis Sarchayan Elmira Antonyan                                                             | Shigeo Itō Yukie Ozeki                                                           |